# Cataractes de Shawinigan
Cataractes de Shawinigan är ett kanadensiskt proffsjuniorishockeylag som spelar i Ligue de hockey junior majeur du Québec (LHJMQ) sedan 1969. De hette först Bruins de Shawinigan och 1973 bytte man lagnamn till Dynamos de Shawinigan, det varade dock bara fem år innan man bestämde sig att byta till det nuvarande lagnamnet. De spelar sina hemmamatcher i Centre Gervais Auto, som har en publikkapacitet på 4 125 vid ishockeyarrangemang, i Shawinigan i Québec. Cataractes har vunnit två Trophée Jean Rougeau, som delas ut till det lag som vinner grundserien, för säsongerna 1984–1985 och 2000–2001 men de har dock inte lyckats bärga någon Coupe du Président, som delas ut till vinnaren av slutspelet.. Laget vann 2012 års  Memorial Cup, där de var värdlaget och spelade mot Edmonton Oil Kings (WHL), London Knights (OHL) och Saint John Sea Dogs (LHJMQ).
Cataractes har fostrat spelare som Anthony Beauvillier, Marc-André Bergeron, Michaël Bournival, Alexandre Burrows, Enrico Ciccone, Mario Gosselin, Patrick Lalime, Stéphan Lebeau, Zbyněk Michálek, Sergio Momesso, Jason Pominville, Stéphane Robidas, Dominic Roussel och Radim Vrbata som alla tillhör alternativt tillhörde olika medlemsorganisationer i den nordamerikanska proffsligan National Hockey League (NHL).